# Cratere Santa Fe
Santa Fe  è un cratere sulla superficie di Marte.